# Guara (Steckschwert)

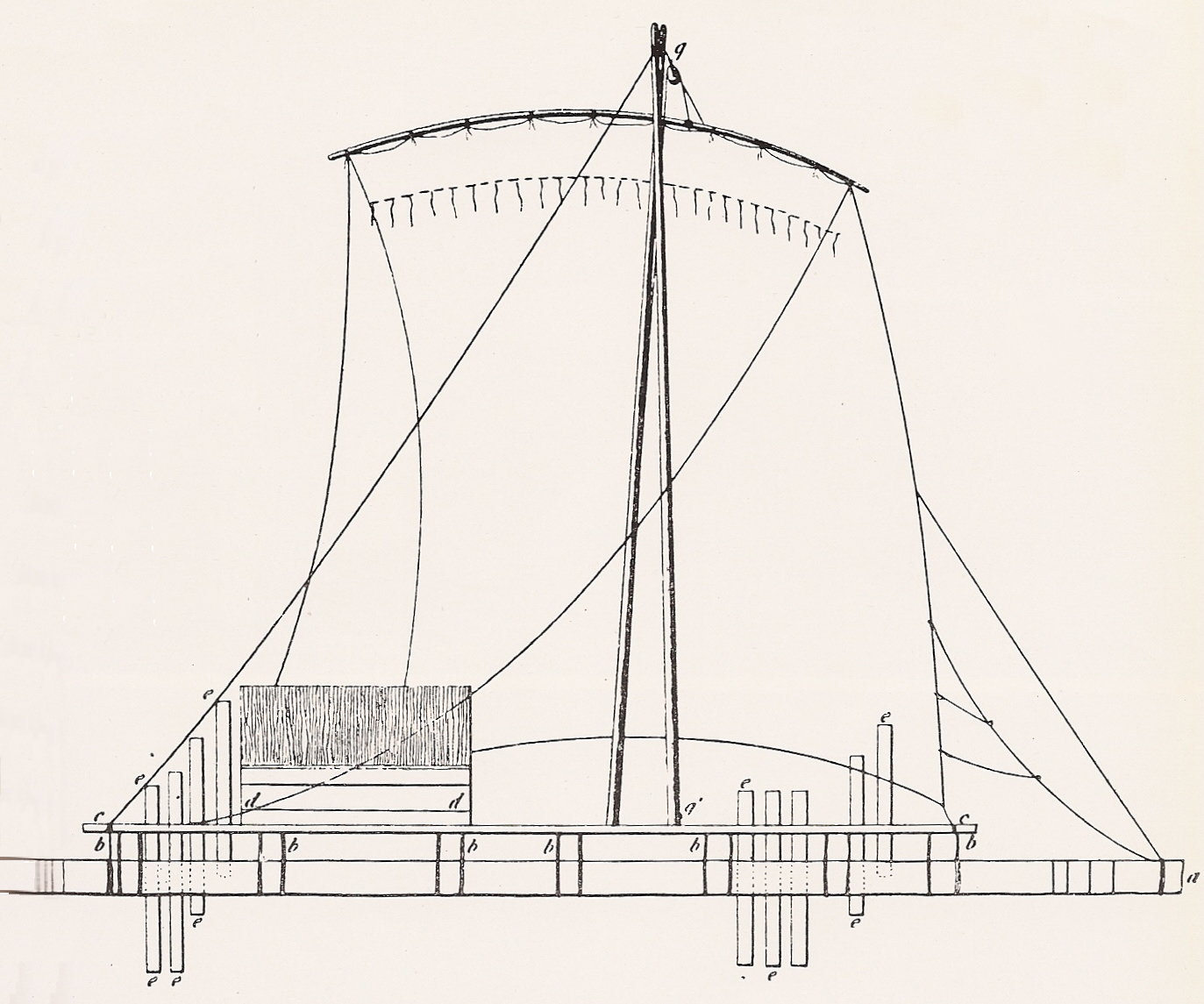
Skizze von F.E. Paris (1841) zeigt eine Konstruktion eines Balsa Floßes mit gesenkten und gehobenen Guara

Guara (Steckschwerter) dienen in Verbindung mit einem Segel der Steuerung von hochseetüchtigen Flößen aus Peru und Ecuador. Ohne Segel haben Guara weder eine Funktion noch eine Wirkung. Die Kunst, sämtliche Richtungs- und Wendemanöver ausführen zu können und auch gegen den Wind zu kreuzen, wurde von peruanischen Küstenindianern entwickelt.

## Anwendung
Für die Steuerung ausschlaggebend ist das richtige Wechselspiel zwischen der Behandlung des Segels und dem Heben und Senken der Guara vorn und achtern.

## Verbreitung
Außerhalb Südamerikas sind Guara sowie das Wissen, dass ein Floß perfekt gesteuert werden kann, unbekannt. In einigen Museen werden Guara mit der falschen Bezeichnung als "Zeremonialspaten", "Steuerruder" oder "Spezialform eines Paddels" ausgestellt. Guara sind die am häufigsten vorkommenden hölzernen Artefakte in vorspanischen Gräbern an der peruanischen Küste.

## Beschaffenheit
Die Guara sind rechteckige Bretter ohne Stiel. Sie bestehen aus Hartholz, meistens aus dem peruanischen Algarrobo-Holz. Die normale Länge beträgt 1,75 bis 2 m, die Breite 10 bis 25 cm. Es gibt aber auch größere, 3 bis 3,5 m lang und bis zu 50 cm breit, diese wurden vor allem in Ecuador gefunden. Am oberen Ende befindet sich eine Art Knopf oder Griff.

## Kunst
In der Regel sind sie roh gearbeitet, es gibt aber auch künstlerisch gestaltete sowie sorgfältig dekorierte Stücke. Die schönsten gibt es im Pisco-, Paracas-, Ica-Gebiet im Süden des mittleren Küstenabschnittes von Peru.
Verzierte Guara aus dem Chimu-Gebiet an der Nordküste weisen oft eine Freiplastik oberhalb des Griffes auf. z. B. einen Vogel oder eine Tierfigur. Die schönsten Paracas-Guara haben Griffe mit geschnitzten und bemalten Vögeln, Fischen, Menschen oder symbolischen Schmuck in zwei oder drei Reihen übereinander. In der obersten Reihe stehen manchmal sechs oder acht Männer nebeneinander, die sich an den Händen halten.
Einige wenige, sehr kunstvolle Stücke waren wohl rein zeremonielle Würdezeichen, doch hätten alle ihren praktischen Zweck erfüllen können. Die Schnitzereien behindern niemals die Handhabung, sie beschränken sich immer auf das Griffende. Der restliche Teil eines guara ist glatt, so dass es leicht gehoben und gesenkt werden kann.

## Wiederentdeckung
1953 gelang es den Archäologen Emilio Estrada (Ecuador), E. K. Reed (USA), Arne Skjølsvold (Norwegen) und Thor Heyerdahl (Norwegen), vor der Bucht von Playas in Guayaquil (Ecuador) bei praktischen Versuchen die vergessene Kunst der Floßsteuerung wiederzuentdecken. Als spätere einschlägige Projekte sind die Expeditionen „Illa-Tiki“ und „La Manteña“ 1994–98 sowie Tangaroa zu nennen.